# Leśnica
Leśnica [lɛɕˈnit͡sa] är en by i Powiat kolski i det polska vojvodskapet Storpolen. Leśnica är beläget 4 kilometer öster om Koło och 123 kilometer öster om Poznań.